# 關島硬殼寄居蟹
關島硬殼寄居蟹（学名：Calcinus guamensis）为活額寄居蟹科硬殼寄居蟹屬下的一个种。其种加词“guamensis”意为“关岛的”。